# Kněžičky
Kněžičky (en allemand : Klein Knieschitz) est une commune du district de Nymburk, dans la région de Bohême-Centrale, en République tchèque. Sa population s'élevait à 169 habitants en 2020.

## Géographie
Kněžičky se trouve à 6 km au sud-est de Městec Králové, à 22 km à l'est de Nymburk et à 66 km à l'est-nord-est de Prague.
La commune est limitée par Běrunice au nord, par Lovčice à l'est, par Žehuň au sud et au sud-ouest, par Hradčany à l'ouest et par Dlouhopolsko au nord-ouest.

## Histoire
La première mention écrite de la localité date de 1390.